# Kiss Me Licia e i Bee Hive
Kiss Me Licia e i Bee Hive è la colonna sonora italiana della serie animata giapponese Kiss Me Licia, pubblicata da Five Record S.r.l. e distribuito da C.G.D. Messaggerie Musicali S.p.A. nel febbraio del 1986, nonostante il debutto televisivo del cartone risalga al mese di settembre dell'anno precedente. L'album è anche la quinta pubblicazione di Cristina D'Avena.

## Il disco
L'album contiene le versioni in italiano delle canzoni dei Bee Hive presenti nell'edizione italiana della serie (per la quale non tutte le canzoni giapponesi furono adattate) e le alcune versioni strumentali realizzate in Italia sulle basi musicali originali.
Include inoltre le versioni in italiano delle sigle giapponesi di apertura e chiusura (presenti nell'edizione italiana della serie, all'interno di vari episodi) e, naturalmente, il brano italiano Kiss Me Licia interpretato da Cristina D'Avena (proposto anche in versione strumentale), che fa da sigla al cartone animato.
Nel dicembre del 2010 l'album è stato ristampato per la prima volta su CD all'interno del cofanetto Licia e i Bee Hive Story, box da 5 dischi contenente anche le ristampe delle colonne sonore dei quattro telefilm di produzione italiana ispirati al personaggio di Licia.
Alcuni dei produttori italiani, in fase di adattamento della serie, non credevano nel successo del progetto e inizialmente, oltre a non voler prendere in considerazione l'idea di pubblicare un album, pensarono che non sarebbe neanche valsa la pena tradurre le canzoni giapponesi, in italiano.
La versione tedesca della colonna sonora, benché adattata, non venne mai pubblicata.

## Tracce
- LP: FM 13557
- MC: 50 FM 13557

Lato A
Testi di Alinvest; edizioni musicali Canale 5 Music e TV Asahi Music Co..
1. Cristina D'Avena – Kiss Me Licia – 3:15 (musica: Giordano Bruno Martelli)
2. Mirko e i Bee Hive – Freeway – 3:25 (testo: Kounosuke Fuji – musica: Yuuchiro Oda)
3. Fire (strumentale) – 4:26 (testo: Kounosuke Fuji – musica: Yukihide Takekawa)
4. Mirko e i Bee Hive – Lonely Boy – 4:07 (testo: Kazunori Sonobe – musica: Yasuhiro Kumagaya)
5. Baby I Love You (strumentale) – 2:38 (Joe Hisaishi[5])
6. Licia – Andrea e Giuliano – 1:22 (testo: Kounosuke Fuji – musica: Yuuchiro Oda)

Durata totale: 19:13
Lato B
Testi di Alinvest; edizioni musicali Canale 5 Music e TV Asahi Music Co..
1. Freeway (strumentale) – 3:25 (testo: Kounosuke Fuji – musica: Yuuchiro Oda)
2. Sheller – Let me feel – 3:48 (Gakuro)
3. Mirko e i Bee Hive – Baby I Love You – 2:39 (Joe Hisaishi)
4. Mirko e i Bee Hive – Fire – 4:26 (testo: Kounosuke Fuji – musica: Yukihide Takekawa)
5. Kiss Me Licia (strumentale) – 3:19 (musica: Giordano Bruno Martelli)
6. Andrea – Il mio gatto Giuliano – 1:20 (testo: Kounosuke Fuji – musica: Yuuchiro Oda)

Durata totale: 18:57

### Voci
- Cristina D'Avena – accreditata anche come Licia e Andrea
- Enzo Draghi – Presta la voce a Mirko
- Silvano Fossati – Presta la voce a Sheller

## Produzione
- Alessandra Valeri Manera – Produzione artistica e discografica
- Direzione Creativa e Coordinamento Immagine Mediaset – Grafica
- Toei Animation – Realizzazione illustrazione
- TV Asahi Music Co., Ltd – Detentore del Copyright

## Produzione e formazione dei brani
Per tutti i brani ad eccezione di Kiss Me Licia
- Giordano Bruno Martelli – produzione e supervisione musicale
- Tonino Paolillo – Registrazione e mixaggio al Mondial Sound Studio, Milano
- Cristina D'Avena – cori[6]

### Freeway
- Joe Hisaishi – arrangiamento

### Fire
- Joe Hisaishi – arrangiamento

### Lonely Boy
- Kenzo Shiguma – arrangiamento

## Premi e riconoscimenti
L'album rappresenta il primo Disco di Platino della carriera di Cristina D'Avena (co-interprete delle canzoni dell'album), per le oltre 200 000 copie vendute. Stando alle cronache dell'epoca, però, il riconoscimento le sarebbe stato dato "alla carriera" per aver venduto un milione e mezzo tra singoli ed album pubblicati fino a quel momento; sull'etichetta del Disco di platino, infatti, non c'è un riferimento ad uno specifico album ma alla cantante. Stando anche a degli articoli di giornale del tempo, l'album in questione, avrebbe venduto circa 100 000 copie, come anche le successive colonne sonore dei telefilm. Ad ogni modo, l'album risultò tra gli album più venduti in Italia nel 1986, arrivando a toccare la posizione numero 10, della hit parade settimanale.

## Edizione francese
L'album, intitolato Embrasse-moi, Lucile, uscì per il solo mercato francese nel 1988, distribuito dall'etichetta Disques Adès ma sempre prodotto da Five Record sulla falsariga dell'edizione italiana, anche se con artwork differente. Il paroliere Charles Level, curò l'adattamento francese di tutti i testi. In quest'edizione dell'album vennero mantenuti diversi cori cantati da Cristina D'Avena nella versione italiana.
Sempre nella sola Francia, l'album è stato ripubblicato su CD il 6 dicembre 2011 all'interno del box della serie animata.

### Tracce
- LP: PM 10.545
- MC: C-3107

Lato A
Testi di Alinvest e Charles Level; edizioni musicali Canale 5 Music, TV Asahi Music Co..
1. Claude Lombard – Embrasse-moi, Lucile – 3:15 (musica: Giordano Bruno Martelli)
2. Mirko e i Bee Hive – Un tour sur l'autoroute – 3:25 (testo: Kounosuke Fuji – musica: Yuuchiro Oda)
3. Tu es ma seul amie (strumentale) – 4:26 (testo: Kounosuke Fuji – musica: Yukihide Takekawa)
4. Mirko e i Bee Hive – Car je suis seul sans toi – 4:07 (testo: Kazunori Sonobe – musica: Yasuhiro Kumagaya)
5. Moi je voudrai te voir (strumentale) – 2:38 (Joe Hisaishi[5])
6. Claude Lombard – Chercher un ami – 1:22 (testo: Kounosuke Fuji – musica: Yuuchiro Oda)

Durata totale: 19:13
Lato B
Testi di Alinvest e Charles Level; edizioni musicali Canale 5 Music, TV Asahi Music Co..
1. Un tour sur l'autoroute (strumentale) – 3:25 (testo: Kounosuke Fuji – musica: Yuuchiro Oda)
2. Sheller – Lorsque tu comprendras – 3:48 (Gakuro)
3. Mirko e i Bee Hive – Moi je voudrais te voir – 2:39 (Joe Hisaishi)
4. Mirko e i Bee Hive – Tu es ma seul amie – 4:26 (testo: Kounosuke Fuji – musica: Yukihide Takekawa)
5. Embrasse-moi, Lucile (strumentale) – 3:19 (musica: Giordano Bruno Martelli)
6. Claude Lombard – Mon Romeo – 1:20 (testo: Kounosuke Fuji – musica: Yuuchiro Oda)

Durata totale: 18:57

#### Voci
- Claude Lombard – voce
- Jean-Claude Corbel – voce (sia per le canzoni dei Bee Hive che dei Kiss Relish)
- Cristina D'Avena – cori (non accreditata)

### Produzione
- Disques Adès – produzione
- Le Petit Ménestrel – distribuzione

## Edizione spagnola
Nel 1991, sul solo territorio iberico, uscì direttamente per mano di Five Record la fedele riproduzione spagnola dell'album italiano (compresa l'immagine di copertina e quelle del retro) intitolata Besame Licia y los Bee Hive, con canzoni in spagnolo interpretate da cantanti madrelingua.

### Tracce
- LP: 30.2452 (VLP-482)
- MC: 50.2452 (VMC-482)

Rispetto all'edizione italiana e francese, la tracklist subisce piccole variazioni
- Andrea e Giuliano e Freeway (traccia 2 e 6 del lato A) sono invertite
- Freeway (strumentale) diventa la terza traccia del lato B
- Baby I Love You diventa la sesta traccia del lato B
- Fire diventa la prima traccia del lato B
- Il mio gatto Giuliano diventa la quarta traccia del lato B

Lato A
Testi di Alinvest e Tony Seven; edizioni musicali Canale 5 Music, Victoria Ediciones Musicales, S.A TV e Asahi Music Co..
1. Soledad Pilas Santos – Besame Licia – 3:15 (musica: Giordano Bruno Martelli)
2. Soledad Pilas Santos – Jorge y Miko – 1:22 (testo: Kounosuke Fuji – musica: Yuuchiro Oda)
3. Fuego (strumentale) – 4:26 (testo: Kounosuke Fuji – musica: Yukihide Takekawa)
4. Mirko e i Bee Hive – Lonely Boy – 4:07 (testo: Kazunori Sonobe – musica: Yasuhiro Kumagaya)
5. Baby I Love You (strumentale) – 2:38 (Joe Hisaishi[5])
6. Mirko e i Bee Hive – Freeway – 3:25 (testo: Alessandra Valeri Manera – musica: Yuuchiro Oda)

Durata totale: 19:13
Lato B
Testi di Alinvest e Tony Seven; edizioni musicali Canale 5 Music, Victoria Ediciones Musicales, S.A TV e Asahi Music Co..
1. Mirko e i Bee Hive – Fuego – 4:26 (testo: Kounosuke Fuji – musica: Yukihide Takekawa)
2. Sheller – Let me feel – 3:48 (Gakuro)
3. Freeway (strumentale) – 3:25 (testo: Kounosuke Fuji – musica: Yuuchiro Oda)
4. Soledad Pilar Santos – Mi gato Miko – 1:20 (testo: Kounosuke Fuji – musica: Yuuchiro Oda)
5. Besame Licia (strumentale) – 3:19 (musica: Giordano Bruno Martelli)
6. Mirko e i Bee Hive – Baby I Love You – 2:39 (Joe Hisaishi)

Durata totale: 18:57

### Produzione
- Five Record Srl – Produzione con licenza a Ediciones Musicales Cinco, S.A.
- Victoria Ediciones Musicales, S.A. – Coordinazione
- Edito da PDI S.A.